# Christoph Anselm Noll
Christoph Anselm Noll (* 1959 in Weißenthurm) ist ein deutscher Cembalist, Dirigent, Organist und Musikdozent.
Noll wuchs in Andernach auf, wo sein Vater Jakob Noll (1929–2013) als Kantor der katholischen Kirchengemeinde Sankt Albert arbeitete sowie als Musiklehrer an der in den 1960er-Jahren neu gegründeten Städtischen Realschule, der späteren Geschwister Scholl-Realschule.
Nach dem Abitur studierte er an der Musikhochschule Köln katholische Kirchenmusik, Orgel bei Rudolf Ewerhart, Cembalo bei Hugo Ruf und Oboe bei Helmut Hucke. Von 1981 bis 1994 arbeitete er in seiner Heimatstadt Andernach als Kantor der katholischen Kirchengemeinde Sankt Stephan und lehrte außerdem von 1987 bis 1997 an der Johannes Gutenberg-Universität Mainz.
Seit 1994 wirkt er freischaffend in verschiedenen Ensembles für Alte Musik, als Dirigent sowie als Studiomusiker. Außerdem arbeitet er weiterhin als Dozent, etwa 1995 und 1996 als Gastdozent der Staatlichen Hochschule für Musik und Darstellende Kunst Stuttgart und von 1991 bis 2002 an der Musikhochschule Detmold.
Noll ist verheiratet und lebt in Königsfeld im Landkreis Ahrweiler.

## Diskografie
Noll wirkte bei mehreren Produktionen als Cembalist:
- 1996: Concertos for Harpsichords, Recorders and Violins – mit Kölner Kammerorchester: Gerald Hambitzer, Robert Hill, Felix Reimann, Ingeborg Scheerer, Nadja Schubert, Andreas Spering u. a (Naxos) Werke von Johann Sebastian Bach
- 1998: Concertos for Two, Three and Four Harpsichords – mit Kölner Kammerorchester: Gerald Hambitzer, Robert Hill u. a (Naxos) Werke von Bach
- 1999: Harpsichord Concertos, Vol. 1 – mit Kölner Kammerorchester: Gerald Hambitzer, Robert Hill u. a (Naxos) Werke von Bach
- 1999: Harpsichord Concertos, Vol. 2 – mit Kölner Kammerorchester: Gerald Hambitzer, Robert Hill u. a (Naxos) Werke von Bach
- 1999: Harpsichord Concertos, Vol. 3 – mit Kölner Kammerorchester: Gerald Hambitzer, Robert Hill u. a (Naxos) Werke von Bach und Vivaldi
- 2005: Baroque for Meditation –  mit Kölner Kammerorchester u. a.: Gerald Hambitzer, Robert Hill u. a (Naxos) Werke von Bach, Händel u. v. a.
- 2008: Eternal Harpsichord – mit Kölner Kammerorchester: Gerald Hambitzer, Robert Hill u. a (Naxos) Werke von Bach, Händel u. v. a.
- 2013: Friends of the Lute – mit Anna Torge, Axel Wolf, Dorothee Oberlinger (OehmsClassics) Werke von Bach, Baron und Weiss[6]